# Vlag van Japan

Vlag van Japan (ratio 2:3)

De nationale vlag van Japan, in het Japans Nisshōki (日章旗) of Hinomaru (日の丸 zonneschijf), bestaat uit een wit vlak met een rode cirkel in het midden. Deze rode cirkel stelt de zon voor.

## Geschiedenis

Vlag van Japan, 1870-1999 (ratio 2:3)

Volgens een legende zou de oorsprong van deze vlag teruggaan tot de 13e eeuw ten tijde van de Mongoolse invasie van Japan. De boeddhistische priester Nichiren zou destijds een witte vlag met daarop een rode cirkel die de zon voorstelt aan de Japanse keizer hebben aangeboden, die tot het einde van de Tweede Wereldoorlog beschouwd werd als een afstammeling van Amaterasu, de godin van de zon.
Het is echter bekend dat het gebruik van een rode cirkel (zon) op een wit doek al in de 12e eeuw gebruikt werd bij confrontaties tussen samoerai van de Minamotoclan en de Tairaclan. In de zeer onrustige Sengoku-periode (15e, 16e en het begin van de 17e eeuw) werd de vlag door veel strijdende partijen gebruikt als militaire banier.
Op 7 augustus 1854, vlak nadat handel met het Westen werd toegestaan, werd de vlag de officiële vlag voor Japanse handelsschepen. Vanaf het begin van de Meiji-restauratie in 1868 werd zij de facto als nationale vlag gebruikt. De Hinomaru werd op 27 januari 1870 officieel aangenomen als marinevaandel. Het duurde echter tot 13 augustus 1999 voordat deze vlag officieel de nationale vlag werd. Daarbij werden gelijk de afmetingen vastgelegd: de verhouding tussen de hoogte en de breedte van de vlag is 2:3, de cirkel staat precies in het midden van de vlag en de diameter van de cirkel is drie vijfde van de hoogte van de vlag.

## Militaire vlaggen
Een bekende variant van de vlag is die van de zon met zestien rode stralen, de "vlag van de rijzende zon". Deze vlag is in de geschiedenis veelal gebruikt door het Japanse leger, met name de marine. Als marinevlag werd deze vlag aangenomen op 7 oktober 1889 en was in gebruik tot het einde van de Tweede Wereldoorlog. Op 30 juni 1954 werd de vlag opnieuw aangenomen als marinevlag en is dat sindsdien gebleven.
De Japanse Zelfverdedigingstroepen gebruiken een vlag met daarop een rode zon met acht stralen en acht gouden driehoeken aan de rand (Hachijō-Kyokujitsuki).

? Japanse oorlogsvlag ter zee (ratio 2:3)
? Japanse oorlogsvlag te land

## Yosegaki

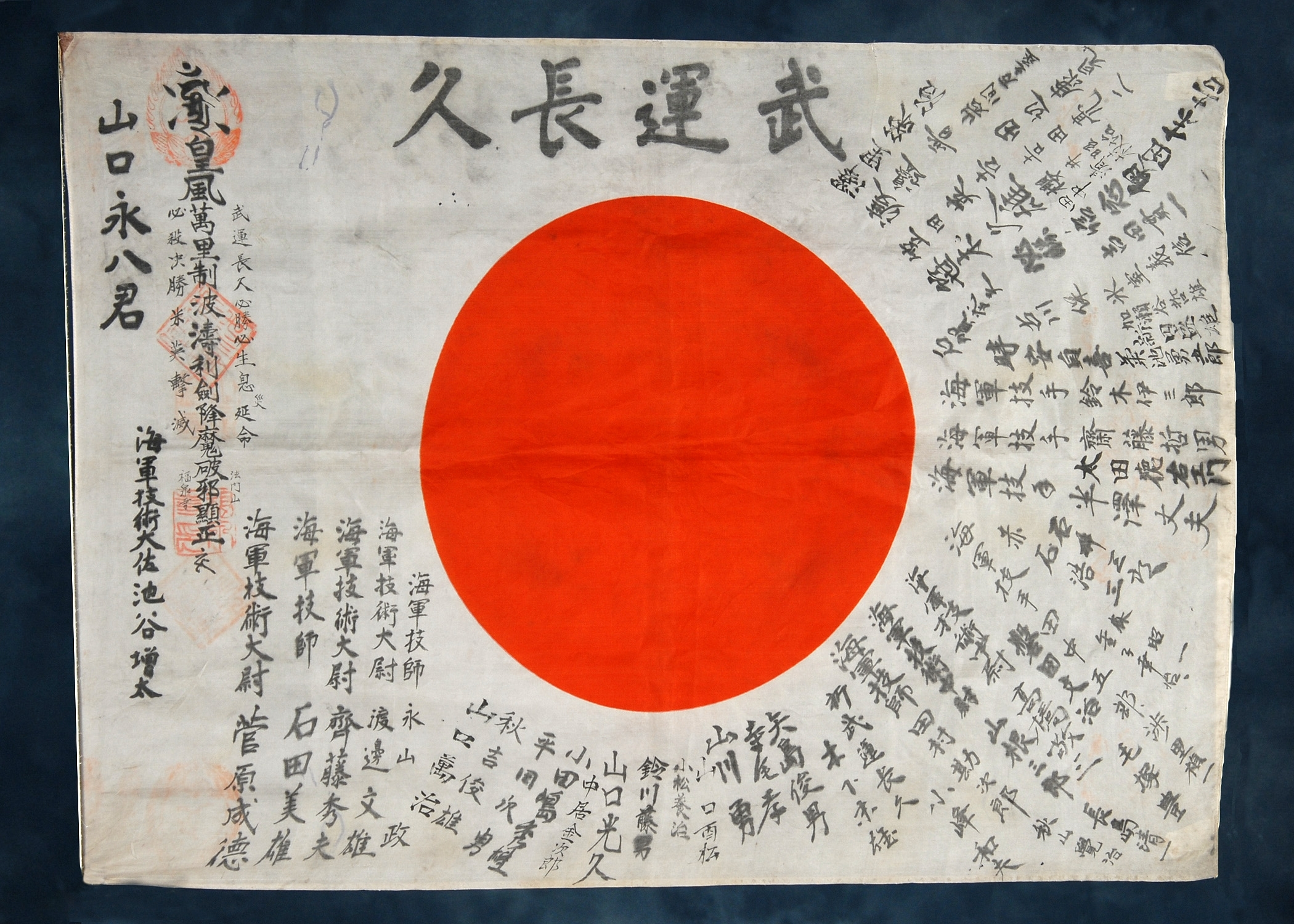
Gesigneerde hinomaru van een Japanse soldaat

Een bijzondere vlag is de yosegaki hinomaru die, beschreven met goede wensen van familie en vrienden, als mascotte werd meegegeven aan soldaten in de oorlog. Deze vlaggen waren in de Tweede Wereldoorlog een geliefde trofee voor Amerikaanse militairen, maar later werd de OBON Society in het leven geroepen om ze terug te bezorgen bij de nabestaanden in Japan.